# Гапонов, Яков Демьянович
Я́ков Демья́нович Гапо́нов (15 октября 1913, село Моспино, Таганрогский округ, Область Войска Донского, Российская империя — неизвестно, Донецк, Украинская ССР) — начальник участка Ясиноватского строительно-монтажного управления «Сталиншахтостроймонтаж» Министерства строительства предприятий угольной промышленности Украинской ССР, Сталинская область. Герой Социалистического Труда (1957).

## Биография
Родился в 1913 году в крестьянской семье в селе Моспино (с 1938 года — город, сегодня — в составе Пролетарского района Донецка). Украинец. Трудовую деятельность начал навалоотбойщиком на местной шахте «Моспинская». В мае 1941 года призван на сборы в Красную Армию. Участвовал в Великой Отечественной войне. Воевал командиром артиллерийского орудия в составе 1008-й отдельной батареи 214-го отдельного подвижного артиллерийского дивизиона Севастопольской военно-морской базы Черноморского флота. С 1944 года член ВКП(б). 
После демобилизации возвратился на Донбасс, где трудился на восстановлении разрушенных шахт. В последующем — начальник участка Ясиноватского СМУ треста «Сталиншахтостроймонтаж».
Указом Президиума Верховного Совета СССР от 26 апреля 1957 года удостоен звания Героя Социалистического Труда за «выдающиеся успехи, достигнутые в деле строительства предприятий угольной промышленности» с вручением ордена Ленина и золотой медали «Серп и Молот» (№ 7671).
После выхода на пенсию проживал в Донецке. С 1969 года — персональный пенсионер союзного значения. Дата смерти не установлена (после марта 1985 года).
Награды
- Герой Социалистического Труда
- Орден Ленина
- Орден Красной Звезды — дважды (20.06.1944; ?)
- Орден Отечественной войны 1 степени (11.03.1985)
- Орден Трудового Красного Знамени (01.01.1948)
- Медаль «За боевые заслуги» — дважды (1943; 25.10.1945)
- Медаль «За оборону Одессы» (22.12.1942)